# Kostel Panny Marie u alžbětinek
Kostel Panny Marie Sedmibolestné u alžbětinek je jednolodní vrcholně barokní kostel s věžičkou v průčelí z let 1724-1725. Projektoval ho Kilián Ignác Dientzenhofer jako součást sousedního kláštera alžbětinek s nemocnicí sv. Alžběty Na Slupi. Společně s areálem kláštera je chráněn jako kulturní památka České republiky. Stojí v ulici Na Slupi při jižním okraji Nového Města v Praze, jižně od botanické zahrady Univerzity Karlovy.

## Historie

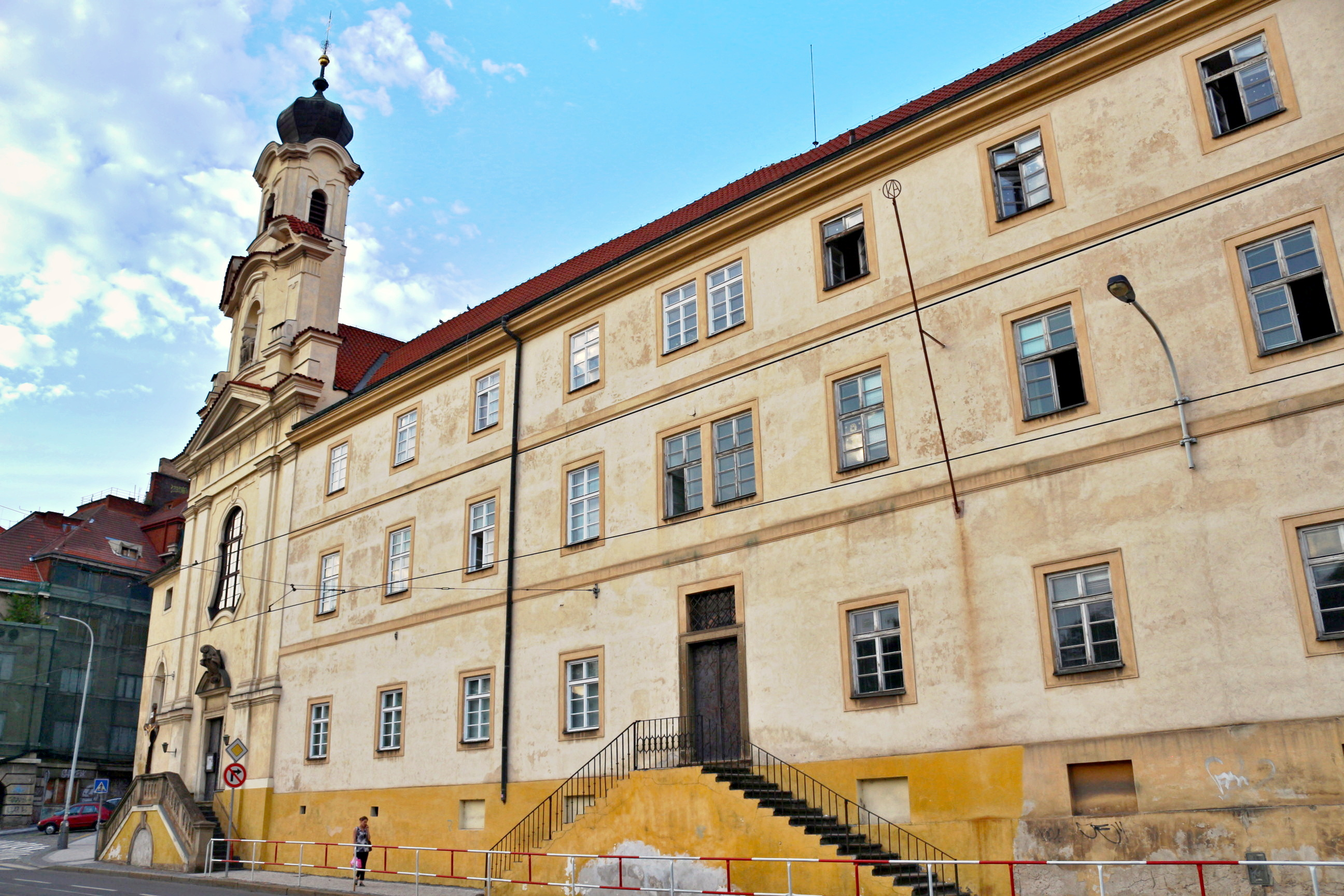
Kostel Panny Marie Sedmibolestné u alžbětinek, vpravo část budov kláštera

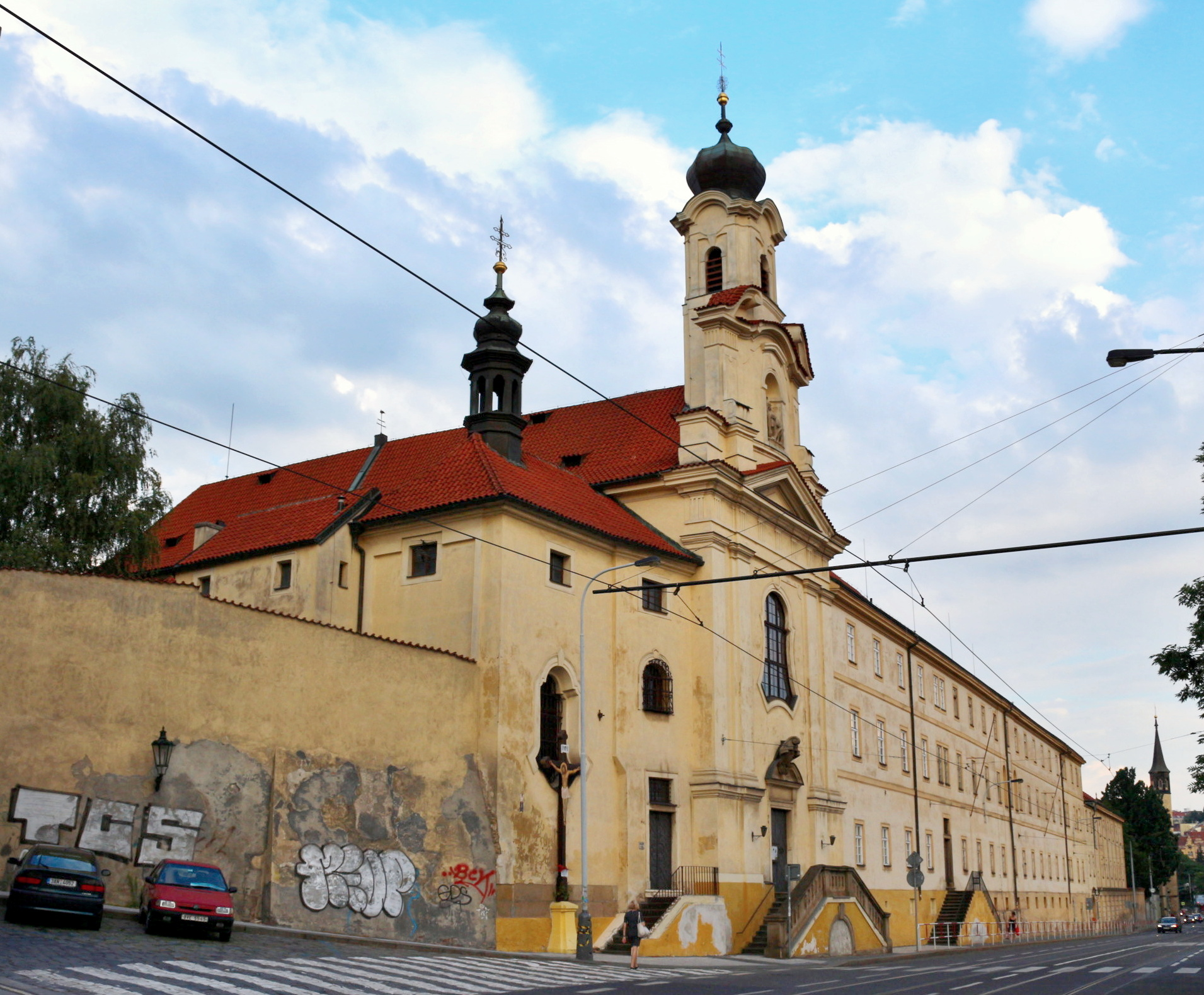
Kostel Panny Marie Sedmibolestné u alžbětinek

Od roku 1681 stál na tomto místě domov pro emeritní kněze s kaplí, který byl však roku 1705 přemístěn do dnešní Resslovy ulice, kde vznikla velká budova emeritního domu spolu s kostelem sv. Karla Boromejského, což je dnes pravoslavný katedrální chrám sv. Cyrila a Metoděje. Opuštěné místo získaly alžbětinky, ošetřovatelský řád, který do Prahy uvedla roku 1719 hraběnka L. Schönkirchová, která spolu s dalšími šlechtičnami shromáždila prostředky na stavbu. Ta pokračovala velmi rychle, takže roku 1725 mohl být kostel vysvěcen. Roku 1762 byla vlevo od průčelí přistavěna kaple svaté Tekly, v roce 1771 přibyla nová kazatelna a roku 1779 nový oltář. Když byla po roce 1900 snížena úroveň ulice, přistavěl K. Hübschmann vstupní schodiště.

## Popis
Dvouetážové západní průčelí zdobí portál se znakem hraběnky Marie Markéty z Valdštejna (rozené Černínové z Chudenic) jako hlavní donátorky, nad ním kasulové okno a mohutné dórské kladí s trojúhelným štítem. Nad ním navazuje barokní štít se sochou Panny Marie ve výklenku uprostřed, který kryje spodní část věžičky s bání bez lucerny.
Na obdélnou loď o dvou polích, zaklenutých plackou, navazuje k východu mělký presbytář. Vnitřní zařízení bylo jednotně komponováno, patrně K. I. Dientzenhoferem. Obrazy na bočních oltářích jsou patrně od Siarda Noseckého. Plastický hlavní oltář kryje skoro celou východní stěnu, řezba Piety a sochy řádových světic jsou patrně starší, kolem roku 1710. Na severní stěně kostela je pozdně gotická řezba Panny Marie s Ježíškem (kolem 1490). Na oltáři v kapli sv. Tekly vynikající řezby od Ignáce Františka Platzera a deskový obraz Panny Marie s dítětem z doby kolem 1460.

## Zajímavosti
Kostel stojí na pozemcích bývalé zahrady apatykáře Augustina, který ji kolem roku 1382 převzal od lékárníka Onofuruse (Onofriuse). Pěstoval v ní rostliny pro výrobu léků, které pak prodával ve své lékárně na Malém náměstí v domě zvaném „U Mouřenínů“.